# Rumpenheimer Schloss

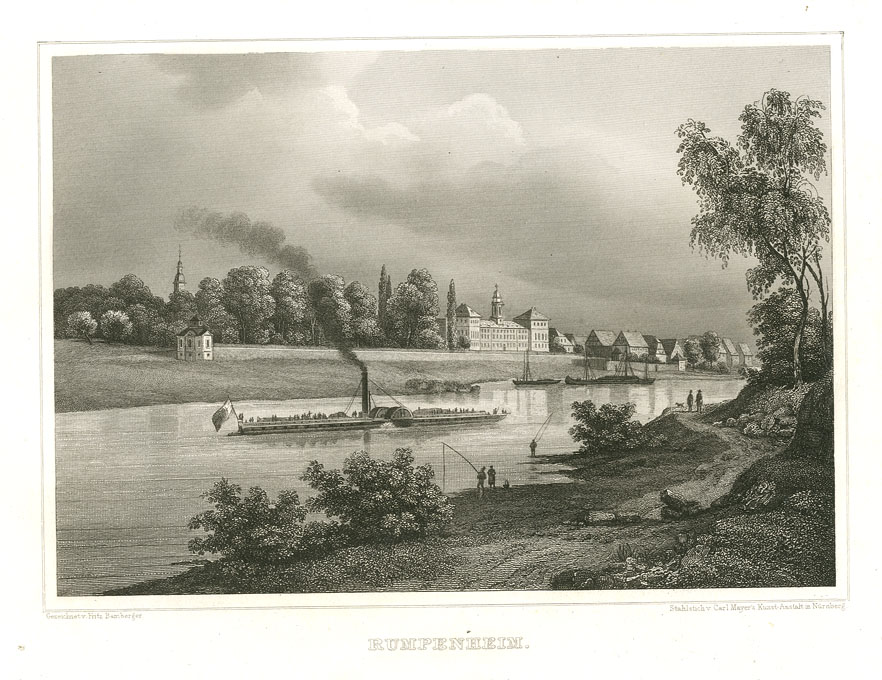
Das Rumpenheimer Schloss auf einem Stahlstich von Fritz Bamberger und Ludwig Braunfels von 1847 mit Blick vom Main aus

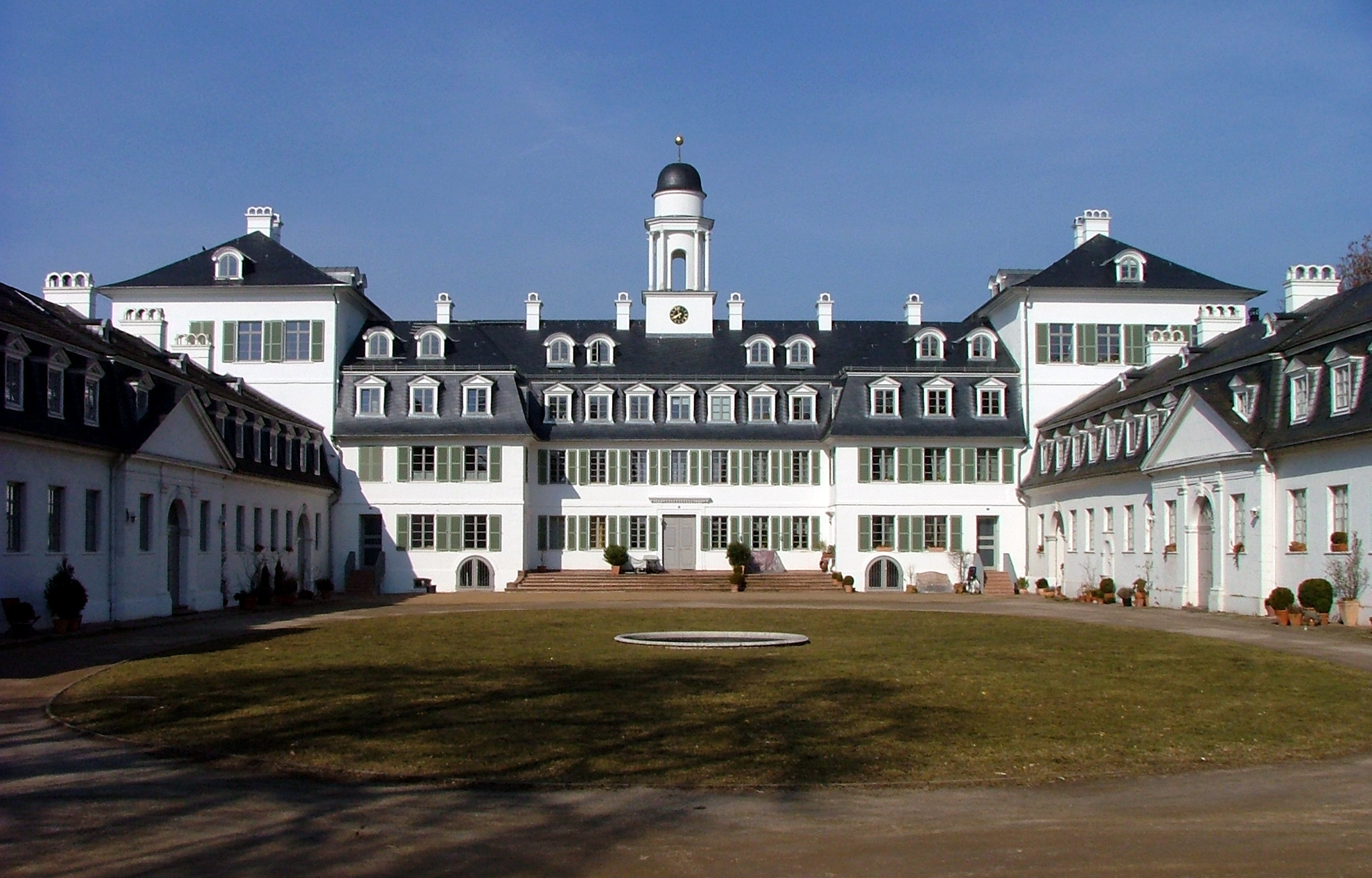
Rumpenheimer Schloss, Ehrenhof

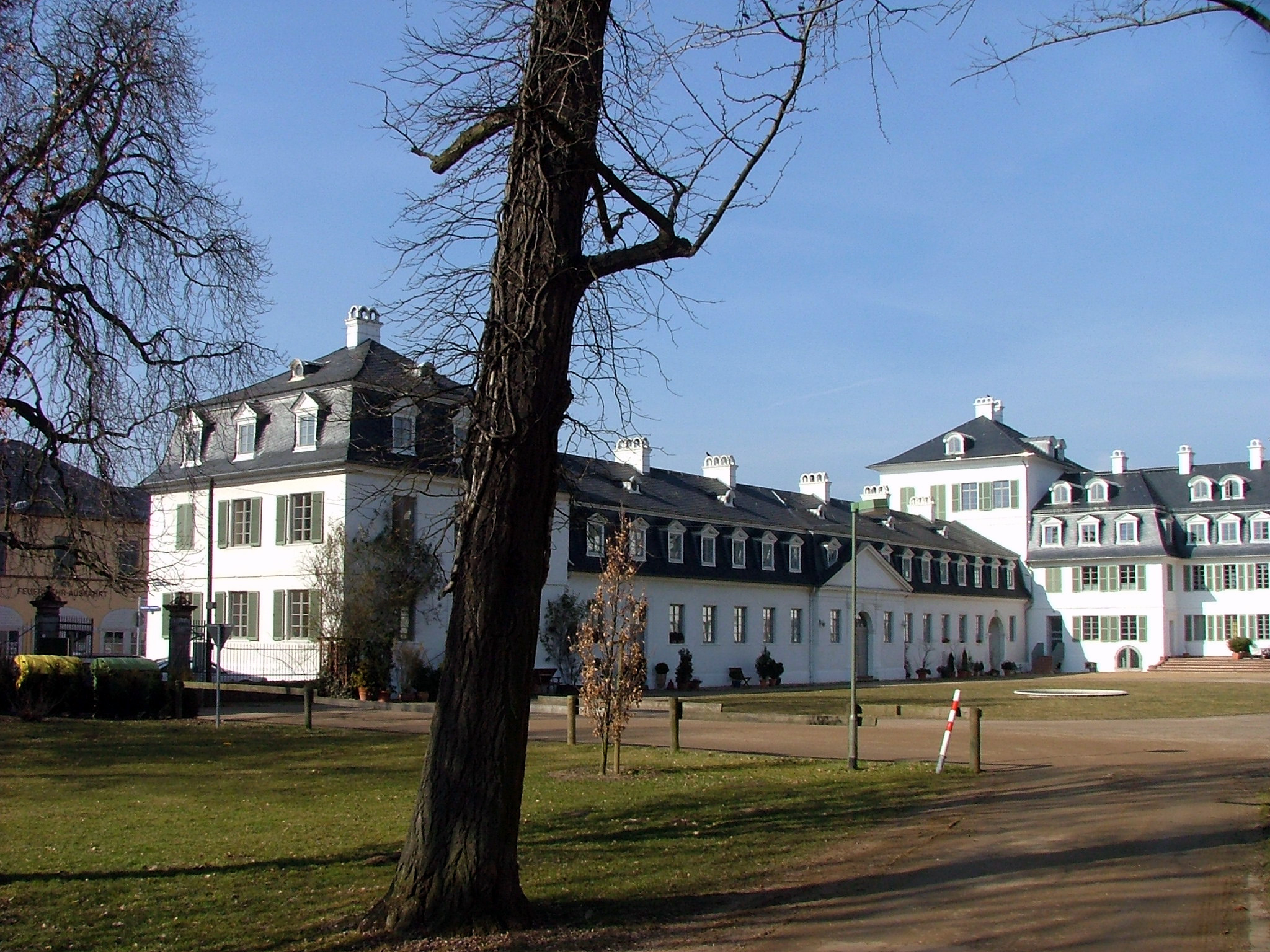
Rumpenheimer Schloss, Westflügel

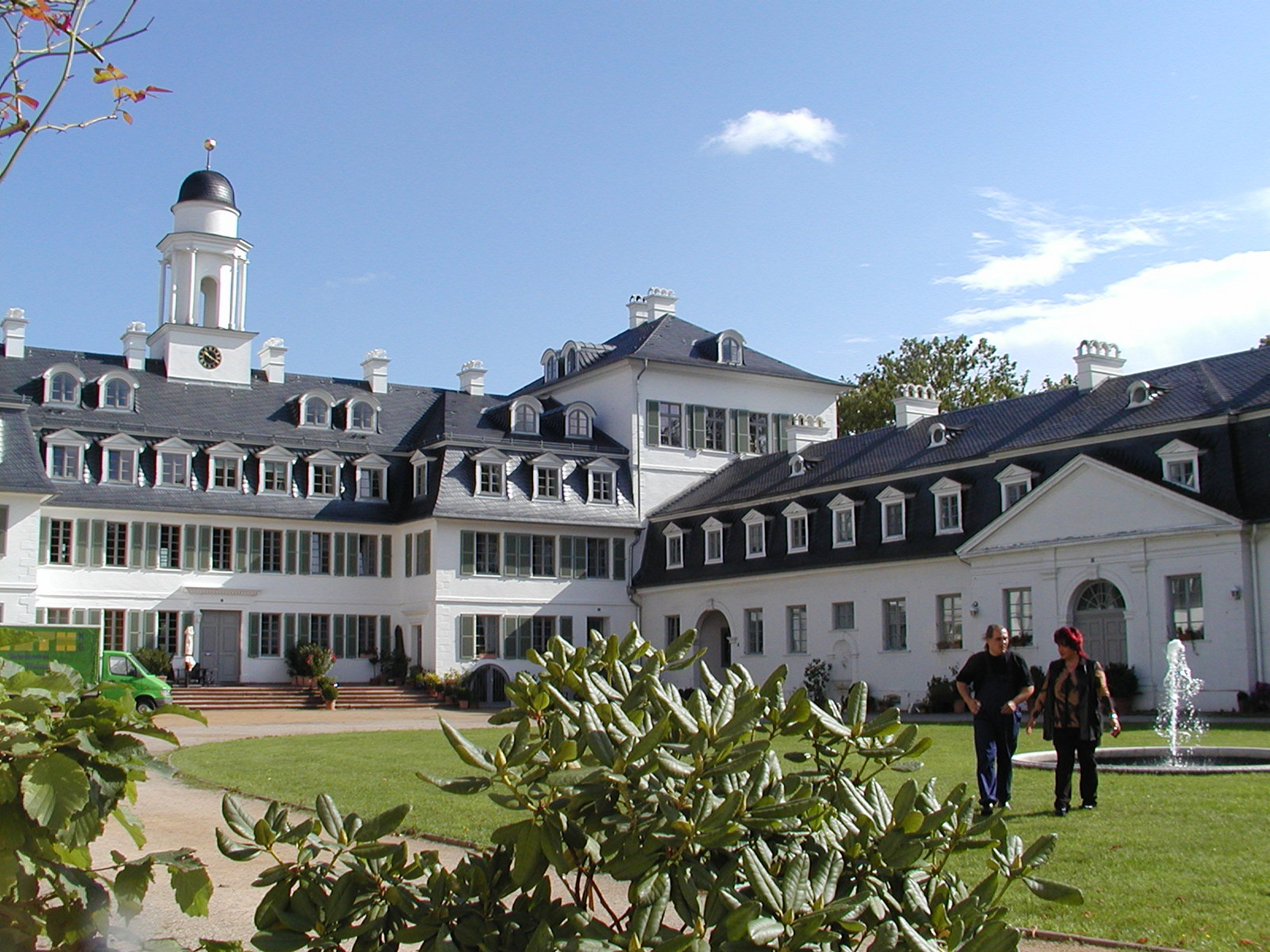
Rumpenheimer Schloss, Ostflügel

Das Rumpenheimer Schloss ist eine dreiflügelige Schlossanlage am Ufer des Mains in Offenbach. Es ist Wahrzeichen des gleichnamigen Offenbacher Stadtteils Rumpenheim. An die Anlage schließt sich der weitläufige Rumpenheimer Schlosspark an.

## Entstehung
Der Kern des heutigen Schlosses geht auf ein Herrenhaus zurück, das Johann Georg Seifert von Edelsheim, Chef der Regierung der Grafschaft Hanau, ab 1678 errichtete. Er hatte Gut und Dorf Rumpenheim 1674 von Graf Friedrich Casimir von Hanau als Lehen erhalten, weil er sich große Verdienste um die finanzielle Sanierung der Grafschaft erworben hatte. Er kaufte mehrere Grundstücke am Main zu dem späteren Schlossgelände hinzu. Das Herrenhaus wurde später zum Mittelbau des Schlosses.

## Hessen-Kasseler Residenz
Neunzig Jahre später, 1768 – die Grafschaft Hanau-Münzenberg war inzwischen, zusammen mit Rumpenheim, nach dem Tod des letzten Hanauer Grafen Johann Reinhard III. 1736 an Hessen-Kassel gefallen – verkaufte die Familie von Edelsheim ihr Lehen für 140.000 Gulden an Prinz Karl von Hessen-Kassel. Er erweiterte das Herrenhaus 1771 zu einem fürstlichen Landsitz. Seine Mutter, Landgräfin Maria, nutzte das Schloss bis zu ihrem Tod 1772 und stattete es entsprechend aus. Ende des Jahres 1781 verkaufte Karl das Schloss seinem Bruder Friedrich. Dieser erweiterte das Schloss in den Jahren 1787–1788 zu einer dreiflügeligen Anlage. Anfang des 19. Jahrhunderts kamen noch die beiden mainseitigen Eckpavillons hinzu. Friedrich von Hessen-Kassel gestaltete bis 1839 die Parkanlage neu, 1840 kam ein Marstall hinzu und Mitte des 19. Jahrhunderts entstanden Dienerwohnungen.
Während des 19. Jahrhunderts trafen sich im Rumpenheimer Schloss Persönlichkeiten wie der österreichische Kaiser Franz Joseph, Russlands Zar Alexander III. sowie die dänischen Könige Christian IX. und Friedrich VII. 1863 wurde hier dem Prinzen Wilhelm von Schleswig-Holstein-Glücksburg die griechische Königskrone angetragen, die er annahm.

## Verfall

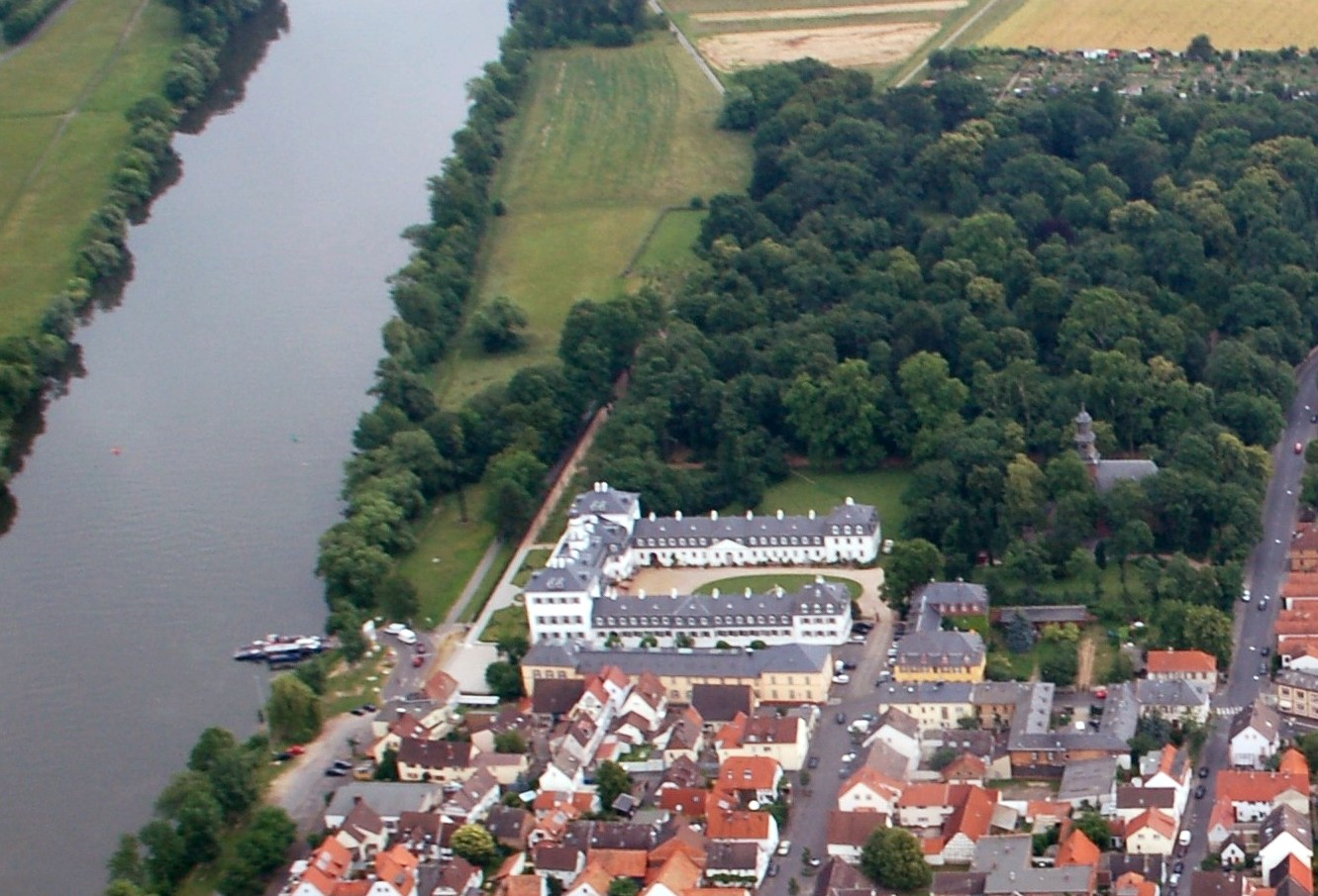
Schloss und Park am Main

Einige Jahre nach dem Preußisch-Österreichischen Krieg, der auch zum Untergang des kurhessischen Staates führte, kam es zwischen dem dort ehemals regierenden Haus und Preußen zu einem Ausgleich, der dem Privatvermögen des ehemaligen Kurhauses verschiedene Schlösser aus dem ehemaligen Besitz zusprach, darunter Schloss Philippsruhe bei Hanau. Die Rumpenheimer Linie des Hauses Hessen zog nach dort um, so dass in den 1880er Jahren das Schloss Rumpenheim einige Zeit leer stand. Zwischenzeitlich noch einmal genutzt, wurde es 1902 endgültig als Residenz aufgegeben, als das Schloss Friedrichshof in Kronberg aus dem Erbe der Kaiserin Victoria in die Familie gelangte und die Residenz nach dort verlegt wurde.
Nach dem Ersten Weltkrieg gelangte das Schloss in das Vermögen der Kurhessischen Hausstiftung, Vorgängerin der Hessischen Hausstiftung. Während des Zweiten Weltkrieges wurde der Mittelbau des Schlosses 1943 durch Bomben beschädigt, der Dachstuhl brannte aus. Nach dem Krieg waren dort noch Flüchtlinge untergebracht. Allerdings führte in der Folgezeit unterlassene Bauunterhaltung dazu, dass Witterungseinflüsse und Brandstiftungen der Ruine erheblich zusetzten. 1965 erwarb die Stadt Offenbach Schloss und Schlosspark.

## Revitalisierung

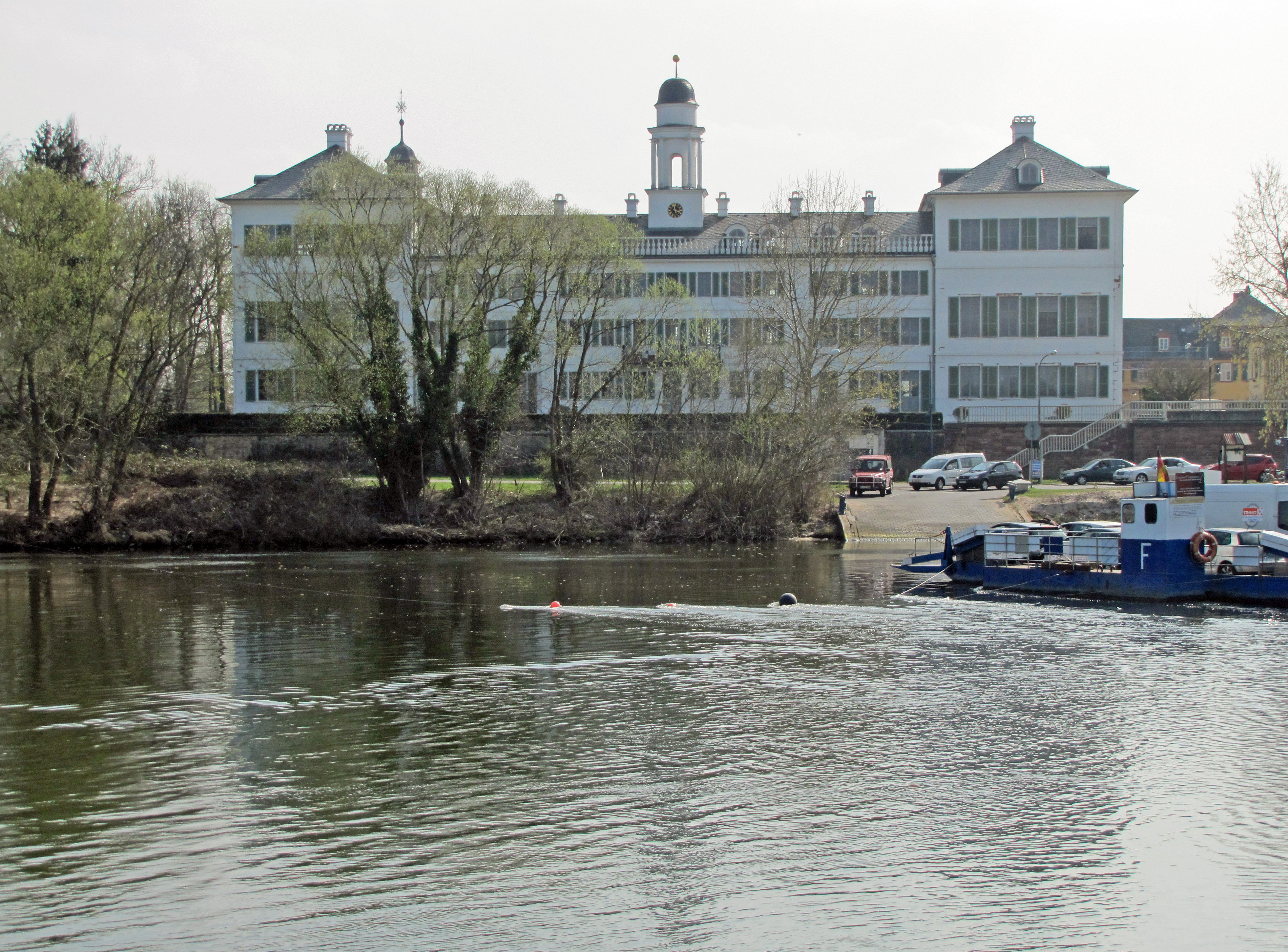
Blick auf Schloss und Mainfähre

1973 kam es zu einem Architektenwettbewerb, dessen Ziel der Abbruch der Ruine und eine Hochhauszeile an dieser Stelle des Mainufers war. Dies wurde auf Druck einer Bürgerinitiative verhindert. In den 1980er Jahren kam es zu ersten Sicherungsmaßnahmen, und die Seitenflügel des Schlosses wurden zu Wohnungen umgebaut. Der inzwischen stark zerstörte Mittelbau blieb noch längere Zeit Ruine. Erst seit 2002 präsentiert sich das Schloss wieder in seinem historischen äußeren Erscheinungsbild. In seinem Innern enthält es heute moderne Eigentumswohnungen der gehobenen Preisklasse. 1999–2010 diente das Schloss und der Schlosspark als Kulisse für einen Mittelaltermarkt im Sommer. Seit 2006 findet außerdem jeden Sommer ein Konzertprogramm mit klassischer Musik in verschiedenen Spielstätten rund um das Schloss und im Park statt.

## Schlosspark
Der im Jahre 1995 fertiggestellte Plan für das Parkpflegewerk soll bis 2022[veraltet] durch geeignete Maßnahmen den Park besser erschließen, Bäume ersetzen und neue Blickachsen schaffen.